# Musée finlandais du hockey
Le musée du hockey (finnois : Suomen Jääkiekkomuseo) est un musée situé dans le quartier Tampella de Tampere en Finlande.

## Présentation
Le musée a été ouvert en 1979 à la patinoire de Hakametsä. 
En 2000, il a déménagé dans ses locaux actuels, plus spacieux, au centre Vapriikki.
Les collections du musée comprennent 30 000 objets et 300 000 photographies, dont la Coupe Canada originale et le trophée de la Coupe du monde remporté lors du championnat du monde de hockey sur glace en 1995.
La collection de maillots compte plus de 700 maillots.
Le Musée du hockey finlandais abrite le Temple de la renommée du hockey finlandais,.